# Лусель
Лусе́ль (фр. Loucelles) — коммуна во Франции, находится в регионе Нижняя Нормандия. Департамент коммуны — Кальвадос. Входит в состав кантона Тийи-сюр-Сёль. Округ коммуны — Кан.
Код INSEE коммуны — 14380.

## Население
Население коммуны на 2010 год составляло 203 человека.
| 1962 | 1968 | 1975 | 1982 | 1990 | 1999 | 2010 |
| ---- | ---- | ---- | ---- | ---- | ---- | ---- |
| 115  | 116  | 116  | 123  | 113  | 137  | 203  |

## Экономика
В 2010 году среди 135 человек трудоспособного возраста (15—64 лет) 106 были экономически активными, 29 — неактивными (показатель активности — 78,5 %, в 1999 году было 76,5 %). Из 106 активных жителей работали 102 человека (58 мужчин и 44 женщины), безработных было 4 (1 мужчина и 3 женщины). Среди 29 неактивных 6 человек были учениками или студентами, 17 — пенсионерами, 6 были неактивными по другим причинам.